# Rue Saint-Just
La rue Saint-Just est une voie du 17e arrondissement de Paris, en France, peut-être dédiée au célèbre révolutionnaire français, Louis Antoine de Saint-Just (1767-1794). Mais d'après un biographe de Robespierre, Jean Massin, la rue est dédiée à un homonyme dont il ne précise pas l'identité.

## Situation et accès
La rue Saint-Just, large de 22 m et longue de 150 m, débute rue Pierre-Rebière au no 88. Après avoir longé le cimetière des Batignolles elle se termine en impasse à quelques mètres du boulevard périphérique.

## Origine du nom

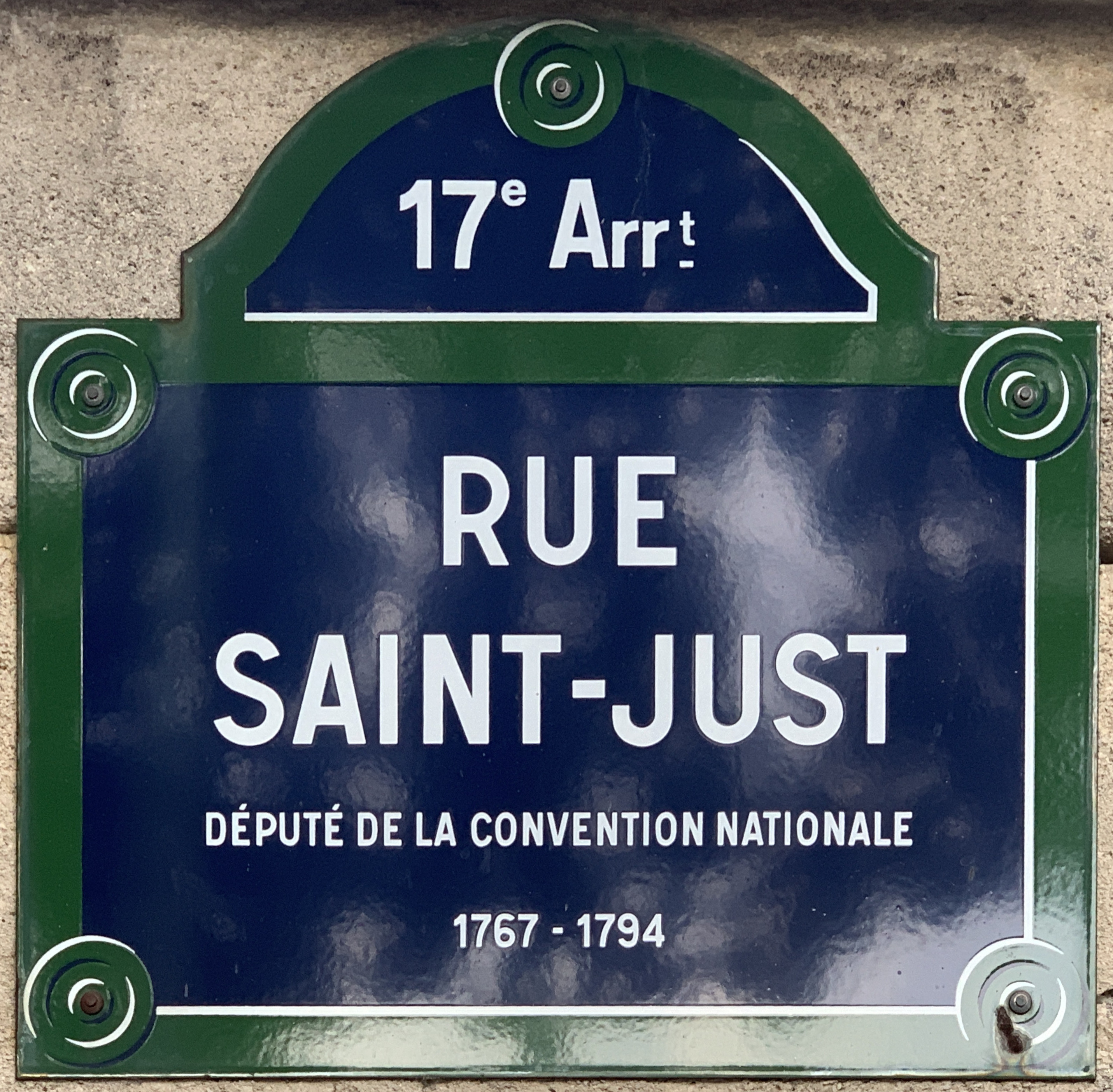
Plaque de la rue.

Elle porte le nom de l'homme politique français Louis Antoine Léon de Saint-Just (1767-1794), député à la Convention, membre du Comité de Salut public, guillotiné le 10 thermidor an II (28 juillet 1794). 

## Historique
La rue Saint-Just suit le tracé d'une partie du chemin des Bœufs, un ancien chemin qui reliait La Chapelle à Clichy, via Montmartre. Cet ancien chemin correspond de nos jours d'un côté à la rue de La Jonquière et de l'autre à la rue Martre.
La rue fut par la suite un simple tronçon de la rue Rouget-de-Lisle, située sur le territoire de la commune de Clichy. Le territoire clichéen concerné fut transféré dans la voirie de Paris par décret du 27 juillet 1930, et la rue prend sa dénomination actuelle par arrêté du 22 janvier 1932. 
Ce même territoire servira ultérieurement à construire le boulevard périphérique, coupant définitivement l'ancienne rue Rouget-de-Lisle en deux parties imperméables du fait de la présence d'un mur de soutènement du boulevard périphérique. 
L'aménagement des anciennes fortifications l'amena également à être interrompue au sud par la présence du lycée Honoré-de-Balzac construit sur son emprise.
Une partie de la voie délimite la ZAC Clichy-Batignolles